# Sogdianita
La sogdianita és un mineral de la classe dels silicats, que pertany al grup de l'osumilita. Rep el nom per Sogdiana, l'històric nom del país medieval on es troba la seva localitat tipus.

## Característiques
La sogdianita és un silicat de fórmula química K(□,Na)₂Li₃(Zr,Fe,Ti)₂[Si₁₂O30]. Cristal·litza en el sistema hexagonal. La seva duresa a l'escala de Mohs és 7.
Segons la classificació de Nickel-Strunz, la sogdianita pertany a «09.CM - Ciclosilicats, amb dobles enllaços de 6 [Si₆O18]12- (sechser-Doppelringe)» juntament amb els següents minerals: armenita, brannockita, chayesita, darapiosita, eifelita, merrihueïta, milarita, osumilita-(Mg), osumilita, poudretteïta, roedderita, sugilita, yagiïta, berezanskita, dusmatovita, shibkovita, almarudita, trattnerita, oftedalita i faizievita.
Els exemplars que van servir per a determinar l'espècie, el que es coneix com a material tipus, es troben conservats al Museu Mineralògic Fersmann, de l'Acadèmia de Ciències de Rússia, a Moscou (Rússia), amb els números de registre: 72028, 74962 i vis3595.

## Formació i jaciments
Va ser descoberta a la glacera Dara-i-Pioz, a la Regió sota subordinació republicana (Tadjikistan). També ha estat descrita a la mina Wessels (Cap Septentrional, Sud-àfrica) i a Washington Pass (Washington, Estats Units). Aquests tres indrets són els únics de tot el planeta on ha estat descrita aquesta espècie mineral.